# Tommaso Caracciolo, V conte di Gerace
Tommaso Caracciolo, V conte di Gerace (Napoli, ... – Roma, 1466), è stato un nobile italiano.

## Biografia
Tommaso era figlio di Battista Caracciolo, conte di Gerace, e di sua moglie Covella Ruffo. Alla morte del padre nel 1443 ne ereditò i beni e i titoli.
Sotto il regno di Alfonso I di Napoli, Tommaso si distinse per essere uno dei peggiori baroni dell'intero regno: non solo si autoproclamò marchese senza aver ricevuto l'assenso regio, ma in più occasioni si dimostrò prepotente nei confronti dei suoi sudditi e sprezzante dell'autorità del sovrano.
Questo comportamento gli attirò le ire del viceré di Calabria e dello stesso re di Napoli il quale, il 14 agosto 1454, emise un mandato di cattura per il nobile. Il Caracciolo riuscì a fuggire a Napoli, ma venne catturato il 21 aprile dell'anno successivo e imprigionato a Castelnuovo. Nel frattempo gli uomini del re di Napoli assediarono il castello di Gerace, dove gli uomini del conte continuavano a resistere: dovettero però cedere dopo dodici giorni. La moglie, Palma Margherita di Viterbo, contessa di Belcastro, venne fatta prigioniera e tradotta a Cosenza, mentre tutti i beni dei conti di Gerace vennero sequestrati. Dopo l'ampio processo che seguì all'operazione, Tommaso venne condannato al sequestro di tutti i suoi beni e alla pena capitale, commutata in ergastolo per grazia del sovrano. Il feudo di Gerace, ormai de facto elevato a marchesato, venne concesso al figlio di re Ferdinando I, Enrico d'Aragona.
Ormai anziano, il Caracciolo venne liberato dal carcere a causa della sua malattia e abbandonò per sempre il regno di Napoli, trasferendosi a Roma, dove morì attorno al 1466.